# Космос-605
Космос-605 («Бион-1») — советский беспилотный космический корабль запущенный с космодрома «Плесецк» 31 октября 1973 года. Первый из одиннадцати аппаратов серии «Бион».

## Запуск
Запуск «Космос-605» был осуществлён ракетой-носителем «Союз-У» с площадки 43/3 космодрома «Плесецк». Аппарат был выведен на низкую околоземную орбиту с перигеем 221 км и апогеем 424 км с наклоном орбиты 62,80° и периодом обращения 90,70 минут.

## Задачи
Целью запуск был сбор информации о реакции млекопитающих, рептилий, насекомых, грибов и бактерий на длительную невесомость.
Космический аппарат находился на орбите Земли в течение 21 дня. Капсула с биологическими образцами вернулась на Землю 22 ноября 1973 года совершив посадку в северо-западном районе Казахстана. В капсуле находились несколько десятков крыс-самцов, шесть черепах (Agrionemys horsfieldii) (каждая в отдельной коробке), грибница, мучные жуки (Tribolium confusum) в различных стадиях их жизненного цикла и бактерии.

## Результаты
У вернувшихся с орбиты живых организмов были обнаружены некоторые функциональные отклонения: пониженная температура тела, затруднённое дыхание, атрофия мышц, снижение прочности костей и уменьшение массы некоторых внутренних органов и желез. Патологических изменений обнаружено не было. Через три-четыре недели после посадки большинство отклонений вернулось к норме. В эксперименте впервые было получено второе поколение насекомых, которые развились в невесомости. Никаких различий между вторым и первым поколением обнаружено не было. Также было выявлено влияние космических условий на развитие грибов. Выросшие в невесомости грибы обладали очень тонкой гибкой ножкой и более крупным мицелием, чем на Земле. Были испытаны средства защиты от ионизирующего излучения.